# Latifa Ibn Ziaten
Latifa Ibn Ziaten (en arabe : لطيفة إبن زياتن), née Latifa Rhili le 1er janvier 1960 à Tétouan (Maroc), est une responsable associative franco-marocaine. Mère d'Imad Ibn Ziaten, premier militaire assassiné à Toulouse par le terroriste Mohammed Merah en 2012, elle fonde à la suite de ce drame l'association « IMAD pour la Jeunesse et la Paix ».

## Biographie
Née Rhili le 1er janvier 1960 à Tétouan, Latifa Ibn Ziaten quitte le Maroc à l'âge de 17 ans pour rejoindre à Sotteville-lès-Rouen (Seine-Maritime) son mari Ahmed, cheminot à la SNCF.

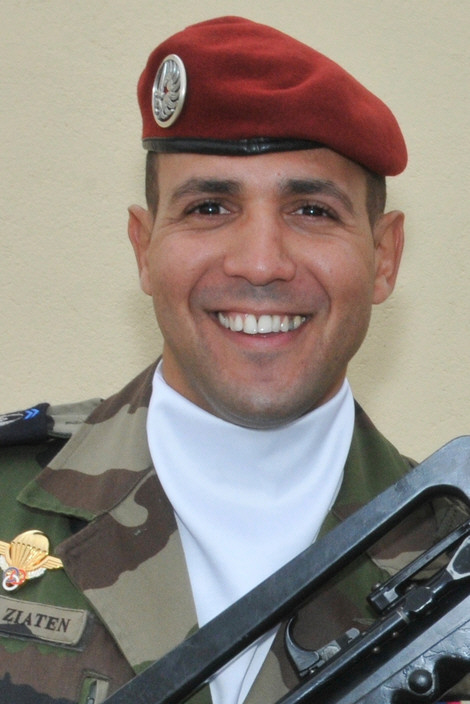
Imad Ibn Ziaten

Elle est la mère de cinq enfants, une fille et quatre garçons, dont Imad Ibn Ziaten, sous-officier du 1er régiment du train parachutiste de Francazal, à côté de Toulouse, né en 1981 et assassiné par Mohammed Merah le 11 mars 2012.
Après la mort de son fils, Latifa Ibn Ziaten cherche des explications à ce drame. Elle se rend aux Izards, cité du nord-est de Toulouse où vivait l'assassin d'Imad et de six autres victimes. Elle croise et échange avec un groupe de jeunes au pied des tours : après avoir qualifié Mohammed Merah de « héros » et de « martyr de l’islam », ceux-ci apprennent l’identité d’Ibn Ziaten et lui présentent leurs excuses.
En avril 2012, Latifa Ibn Ziaten fonde l'association IMAD pour la jeunesse et la paix, dont le but est de venir en aide aux jeunes des quartiers en difficulté. L'association est parrainée par l'acteur Jamel Debbouze, ainsi que par le chanteur Christophe Willem, qui rend hommage à Latifa Ibn Ziaten dans sa chanson intitulée Madame.
Suivant la volonté des élèves de Sciences Po Toulouse, la promotion 2019 de l'établissement porte son nom ainsi que la promotion 2019 de l'École des avocats de Toulouse.
Le 10 juin 2019, Latifa Ibn Ziaten découvre sa maison couverte de tags glorifiant Mohammed Merah et la qualifiant de « Juif » [sic]. Cependant, le mois suivant, après que son fils Naoufal a avoué avoir inventé une agression islamiste, « les enquêteurs ont de sérieux doutes sur des tags faits par des personnes extérieures, [alors que] les tags sont intervenus juste avant que la police ne prévoie de retirer la protection policière [de Latifa Ibn Ziaten] ». Au sujet de l'agression, Naoufal s'est violemment disputé avec son propre colocataire alors que les deux étaient en état d'ébriété.

## Ouvrages, film et documentaire
- Mort pour la France : Mohamed Merah a tué mon fils[11], Paris, Flammarion, 2013, 268 p.  (ISBN 978-2-08-129612-1)
- Dis-nous Latifa, c'est quoi la tolérance ?, avec Anne Jouve, Canopé et Éditions de l'Atelier, 2016, 92 p.  (ISBN 978-2-240-03904-0 et 978-2-70-824478-8)
- Latifa, une femme dans la république, documentaire réalisé en 2016 par Jamila Buzkova, avec la participation de France Télévisions.
- En 2017, les réalisateurs Olivier Peyon et Cyril Brody lui consacrent un documentaire : Latifa, le cœur au combat.

## Prix et distinctions
- AJC Moral Courage Award 2014 (American Jewish Committee).
- Lauréate 2015 du Prix pour la prévention des conflits de la fondation Chirac.
- Prix Copernic 2015 pour le dialogue, la paix et la fraternité (Union Libérale Israélite de France).
- 2015 :  Chevalier de la Légion d'honneur[12], décoration remise par le président François Hollande le 11 mars 2016, jour anniversaire de la mort d'Imad Ibn Ziaten[13].
- Prix de la tolérance Marcel Rudloff 2016[14].
- International Women of Courage Award (Prix international de la femme de courage), remis à Washington le 26 mars 2016 par John Kerry, alors secrétaire d'État américain aux Affaires étrangères[15].
- Prix 2016 de la Démocratie, de la revue « Civique ».
- Médaille 2016 de l'École nationale d'administration pénitentiaire.
- 19 septembre 2017 : prix décerné par la Global Hope Coalition et remis à Mme Ibn Ziaten par Mme Irina Bokova, directrice générale de l’UNESCO, en reconnaissance de ses efforts pour promouvoir les valeurs de la paix et du vivre-ensemble comme rempart au discours extrémiste.
- 18 octobre 2017 : remise du Prix de la Démocratie et des Droits de l'Homme du Parlement de la Fédération Wallonie-Bruxelles. Ce prix est consacré à la valorisation des actions dans le cadre de la francophonie et des valeurs telles que la promotion de la paix, de la démocratie et des droits de l’Homme.
- Prix de la citoyenneté 2018 par le Printemps républicain.
- Trophée marocain du Monde 2018.
- Officier de l'ordre national du Mérite le 31 décembre 2020[16].
- Lauréate du Prix Zayed 2021 pour la fraternité humaine, remis par le Pape François[17].